# Ross Robinson
Pour les articles homonymes, voir Robinson.
Ross Robinson, né le 13 février 1967 à Angleton (Texas), est un producteur américain de groupes de metal.

## Biographie
Ross a d'abord été guitariste au sein du groupe Detente, qui ne sortit qu'un seul album : Recognize No Authority en 1986. Il forma ensuite le groupe Murdercar où l'on retrouvait également Dave McClain (ex-batteur du groupe Machine Head). Mais il s'intéressa par la suite à la production, ne se trouvant pas assez bon à la guitare pour satisfaire ses exigences.
Le premier album qu'il produisit fut The Crimson Idol du groupe W.A.S.P. en 1992. Il produisit ensuite des groupes naissants à l'époque, tels que Fear Factory et Deftones, qui sont actuellement mondialement connus. Ce fut avec l'album éponyme de Korn en 1994 que Ross va trouver sa marque de fabrique : une musique violente. Il produisit également d'autres groupes très influents de la scène metal comme Slipknot, Limp Bizkit, Sepultura ou encore Soulfly. Ross devenant ainsi de plus en plus connu dans le monde du rock, Virgin lui confia la direction de son label I Am Recordings.
Ross Robinson s'est également attelé à la production d'un groupe célèbre mais nettement moins orienté metal, The Cure, dont il produira l'album éponyme sorti en 2004. Il a déclaré avoir toujours été un grand fan de la musique de Robert Smith.

## Albums produits
- W.A.S.P. – The Crimson Idol (1992)
- Korn - (K7 démo)neidermeyer's mind (1993)
- Deftones (K7 démo Root) – Root, Nosebleed (1994)
- Deftones (K7 démo 7 words) – 7 words, teething (1994)
- Korn – Korn (1994)
- Phunk Junkeez – Injected (1995)
- Manhole (devenu plus tard Tura Satana) – All is not well (1996)
- Korn – Life is Peachy (1996)
- Sepultura – Roots (1996)
- Limp Bizkit – Three dollar bill, y’all (1997)
- Human Waste Project – e-lux (1997)
- Cold – Cold (1998)
- Soulfly – Soulfly (1998)
- Strangeland (BO du film) – Absent de Snot (1998)
- Vanilla Ice – Hard to Swallow (1998)
- Slipknot – Slipknot (1999)
- Machine Head – The Burning Red (1999)
- Amen – Amen (1999)
- Strait Up - v/a tribute à Snot Absent de Snot
- Glassjaw – Everything you ever wanted to know about silence (2000)
- At the Drive-In – Relationship of command (2000)
- Amen – We have come for your parents (2000)
- Slipknot – Iowa (2001)
- Glassjaw – Worship and Tribute (2002)
- Fear Factory (Démos datant de 1991) – Concrete (2002)
- Vex Red – ‘Red ‘Start with a strong and persistant desire (2002)
- The Blood Brothers – Burn piano island, burn (2003)
- The Cure – The Cure (2004)
- Limp Bizkit – The Unquestionable Truth Part 1 (2005)
- From First To Last - Heroine (2006)
- Norma Jean - Redeemer (2006)
- Repeater - We Walk From Safety (2009)
- Korn - Korn Kovers (TBA)
- My Own Private Alaska -  Amen (2010)
- Klaxons - Surfing the Void  (2010)
- Korn - Korn III Remember Who You Are (2010)
- INBORN! (2010)
- Berri Txarrak - Haria (2011)
- Tech N9ne - Therapy: Session With Ross Robinson (2013)
- Limp Bizkit – Stampede of the Disco Elephants (2014)
- Soko - My dreams dictate my reality (2015)
- Red Fang – Only Ghosts (2016)
- De la Tierra – II (2016)
- Limp Bizkit - Stillsucks (2021)